# Louis Stutterheim

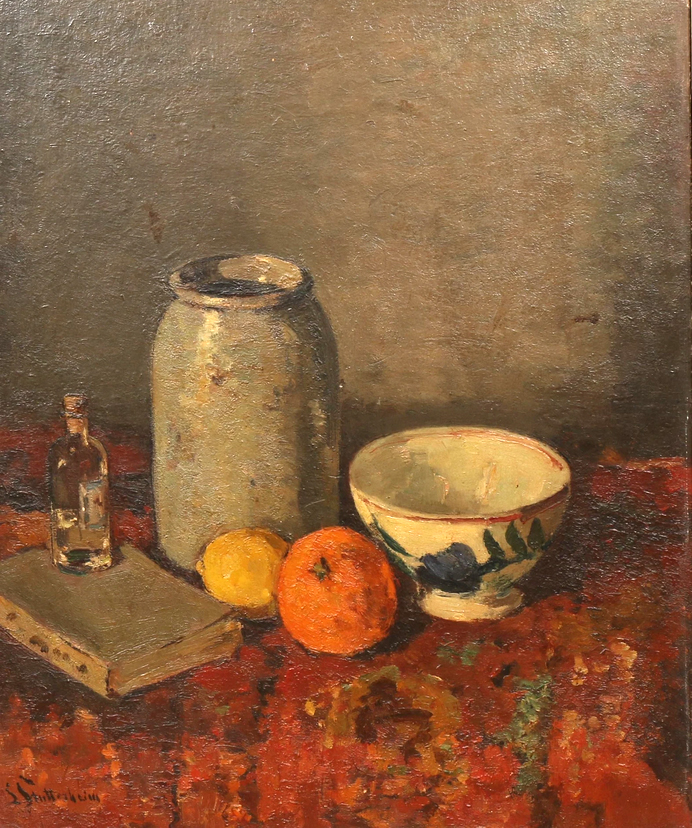
Stillleben

Lodewijk Philippus Stutterheim (* 15. August 1873 in Rotterdam; † 23. November 1943 in Gouda) war ein niederländischer Stillleben- und Landschaftsmaler.
Zuerst in einem Handelsbüro in Rotterdam beschäftigt, dann in Den Haag, begann er 1904 autodidaktisch zu malen. Stutterheim studierte an der Academie voor Beeldende Kunsten in Rotterdam unter der Leitung von Jan Striening und Alexander Henri Robert van Maasdijk, danach war er kurze Zeit Student der Koninklijke Academie van Beeldende Kunsten in Den Haag. Von 1889 bis 1893 war ein Schüler von Johannes Anthonie Balthasar Stroebel.
Er heiratete 1906  Johanna Wilhelmina Verhoef.
Er war Mitglied von „Arti et Amicitiae“ in Amsterdam und von mehreren Het-Gooi-Malerverbänden.
Der Künstler wechselte mehrmals seinen Wohnort. Er kam 1912 nach Niederländisch-Indien, wohnte auf Java, 1914 zog er nach den Vereinigten Staaten, wohnte in Philadelphia, kehrte 1916 in seine Heimat zurück. Dort wohnte er von 1924 bis 1942 in Utrecht, Zuilen, Amsterdam, Hilversum, schließlich ab 1942 im Dorf ’s-Graveland.